# Оздемир, Сечкин
Сечки́н Оздеми́р (тур. Seçkin Özdemir; р. 25 августа 1981, Стамбул) — турецкий актёр, теле- и радиоведущий.

## Биография
Сечкин Оздемир родился 25 августа 1981 года в Стамбуле. Окончил факультет экономики в университете Коджаэли. В 2000 году началась карьера Оздемира на радио, где сначала он вёл музыкальную программу на Red Fm, а затем с 2002 по 2004 года вёл радиошоу Brainstorm. В 2004 году Сечкин в течение пяти месяцев вёл интерактивное шоу на радио My Radio. Параллельно с карьерой на радио Оздемир выступал в молодёжных клубах Турции в качестве ди-джея и ведущего, а также вёл развлекательные телепередачи.
Кроме работы на радио и телевидении Сечкин активно снимался в рекламе, а также в 2008 году получил небольшую роль в сериале «Дикая роза». 
В 2011 году он получил главную роль в сериале «Красная косынка», а год спустя — небольшую роль в сериале «Великолепный век». Затем последовали главные роли в сериалах «История любви», «Грешник», «Боль любви», «Любовь напрокат» , «Светлячок» и "Моя опасная жена" Архивная копия от 19 марта 2018 на Wayback Machine

## Личная жизнь
В 2016 году Сечкин был обручён с актрисой Дерьёй Шенсой, с которой встречался с 2014 года.

## Фильмография
| Год       |   | Русское название       | Оригинальное название   | Роль         |
| --------- | - | ---------------------- | ----------------------- | ------------ |
| 2008      | с | Дикая роза             | тур. Yaban Gülü         | Бурак        |
| 2011—2012 | с | Красная косынка        | Al Yazmalım             | Ильяс Авджи  |
| 2011      | с | Великолепный век       | Muhteşem Yüzyıl         | Лука         |
| 2013—2014 | с | История любви          | Bir Aşk Hikayesi        | Коркут Али   |
| 2014      | с | Грешник                | Günahkar                | Али Юсуф Тан |
| 2015      | с | Правила для моей семьи | тур. Racon - Ailem İçin | Аднан Корхан |
| 2015      | с | Боль любви             | Acı Aşk                 | Булут Оджак  |
| 2016      | с | Любовь напрокат        | Kiralık Aşk             | Памир Марден |
| 2017      | с | Светлячок              | Ateşböceği              | Барыш Бука   |
| 2018      | с | Осколки души           | Can Kırıkları           | Аслан        |
| 2019      | с | Любимое прошлое        | Sevgili Geçmiş          | Синан Малик  |
| 2020—2021 | с | Основание: Осман       | Kuruluş: Osman          | Флатьос      |